# Rotangy
Rotangy – miejscowość i gmina we Francji, w regionie Hauts-de-France, w departamencie Oise.
Według danych na rok 1990 gminę zamieszkiwało 166 osób, a gęstość zaludnienia wynosiła 17 osób/km² (wśród 2293 gmin Pikardii Rotangy plasuje się na 831. miejscu pod względem liczby ludności, natomiast pod względem powierzchni na miejscu 472.).